# Amata linearis
Amata linearis är en fjärilsart som beskrevs av Walker 1864. Amata linearis ingår i släktet Amata och familjen björnspinnare. Inga underarter finns listade i Catalogue of Life.